# Break Out/요괴체조 제1
〈Break Out/요괴워치 1번〉(일본어: Break Out/ようかい体操第一 브레이크 아우토 / 요카이타이소다이이치[*])는 Dream5의 12번째 싱글이다. 2014년 4월 23일에 에이벡스 마케팅(현: 에이벡스 뮤직 크리에이티브 에이벡스 트랙스 레이블)에서 발매됐다.

## 해설
- 〈Break Out〉는 ‘댄스에 적합하며 어퍼튠한 곡으로 듣고 있는 사람에게로의 응원송’.[1]
- 〈요괴체조 1번〉은 애니메이션 《요괴워치》의 첫 번째 닫는 곡[2]. 앞서서 킹 크림소다의 마이코가 LEVEL-5의 닌텐도 3DS 게임판 《요괴워치》의 프로모션 비디오 사용곡으로 발표하고 있었지만[3], CD 발매는 Dream5가 빨랐다. 또, 전작의 〈We are Dreamer〉에 수록되어있는 〈신님께 야야야〉에 이은 LEVEL-5 관련 애니메이션과의 타이업도 있다.
- 〈해피데이〉는 멤버 시게모토 코토리가 출연하는 이토요카도 ‘해피데이’의 CM송이다.

## 요괴체조 1번
럭키 이케다에 의한 안무로 애니메이션 캐릭터들이 귀엽게 춤추는 엔딩의 영상이나 공감하기 쉬운 가사가 큰 인기를 끌었다. 
작곡가인 키쿠야 토모키에 의하면 ‘체조’를 전제로 ‘각각의 파트가 다만 이어지고 있을 뿐’이며 ‘그다지 화려하게 이어지지 않도록’ 의도해서 작곡했다고 한다.
《제65회 NHK 홍백가합전》에서는 기획 코너 〈아라시 meets 요괴워치〉(嵐 meets 妖怪ウォッチ)에 Dream5가 러키 이케다, 《요괴워치》의 캐릭터와 함께 출연. 〈요괴워치 1번〉을 출연 가수와 함께 선보였다.

## 수록곡

### CD+DVD
CD
1. Break Out
  - 작사: marker / 작곡: SiZK, Moi / 편곡: SiZK
2. 요괴체조 1번(ようかい体操第一)
  - 작사: 럭키 이케다, 타카기 타카시 / 작곡: 키쿠야 토모키 / 편곡: 히비노 히로후미
3. 해피데이(ハッピーデー)
  - 작사: 모리즈키 캬스 / 작곡 · 편곡: 오니시 카츠미
4. Break Out (Instrumental)
5. 요괴체조 1번 (오리지널 카라오케)
6. 해피데이 (오리지널 카라오케)

DVD
1. Break Out (뮤직비디오)
2. Break Out (안무 영상)
3. 요괴체조 1번 (체조 영상)

### CD
CD
1. Break Out
2. 요괴체조 1번
3. 해피데이

## 타이업
| 곡명         | 사용된 곳 |
| ------------ | --- |
| Break Out    | 닛폰 TV계 《뮤직드래곤》 4월 여는 곡 삿폰로 TV 《조시스타 아이쿠적》 4월 여는 곡                                                            |
| 요괴체조 1번 | TV 도쿄계 애니메이션 《요괴워치》 닫는 곡 KDDI/오키나와 셀룰러 전화 ‘영화 요괴워치×au au 요괴 대작전 -비디오패스에서도 하고 있다냥-’ TVCM송 |
| 해피데이     | 이토요카도 ‘해피데이’ TVCM송 |

## 커버
요괴체조 1번
- 코테라 카나코 - 일본 컬럼비아판 커버 음원. 2014년 6월 18일 발매 《어린이의 노래~열차전대 토큐저[6] 지구 깡충깡충》가 처음으로 나옴
- 크레용팝 - 애니메이션《요괴워치》한국어 더빙판의 닫는 곡